# Aika
AIKA（あいか、2月20日 - ）は、シンガーソングライター・サクソフォンプレイヤー。現在アメリカ、ロサンゼルスを拠点に活動している。父はサクソフォンプレイヤーの平原まこと、妹は歌手の平原綾香。

## 来歴
2004年、バークリー音楽大学を卒業。
2006年11月8日、EMIミュージックジャパンよりデビューアルバム「ai wo 〜愛を〜」を発売した。ラジオチャートではTop10入りを果たす。
その後、再びアメリカ東海岸に拠点を移し、NY,Bostonでライブ活動を続ける。
2008年にはAll He Has To Say をリリース。同曲は米国のオフィシャル・オーティズムソングとなり、スタジアムやオーティズムウォークでパフォーマンスも行った。
売り上げの一部は自閉症の子供達の学校に寄付されている。
2010年には“Sinking-Caress Me-”を含むSingle “aika”をリリース。
2011年夏には“Dancing Arrows”をリリース。
“Dancing Arrows”は2011年ゴールデングローブ賞受賞俳ポール・ジアマッティ、ブライアン・コックス、ケイト・マーラ、ジェームス・ピュアフォイ主演のハリウッド映画 “Ironclad”のスペシャルプロモーションオフィシャルソングに採用され、同映画監督により、映画のシーンを取り込んだ“Dancing Arrows”のミュージックビデオも撮影された。
自らのプロジェクトだけでなく、Nicolas Farmakalidisとのソングライティングチームにより、各国へシンガーソングライターとして曲の提供を続けている。
また、父・妹との「平原さんちのコンサート」への出演や、妹のコンサートツアーのバックメンバーとしての活動も行っている。
現在LA在住。

## ディスコグラフィー
1. ai wo 〜愛を〜（2006年11月8日）
2. All He Has To Say (2008年)
3. aika Sinking/You Told Me You Loved Me (2010年)
4. Dancing Arrows (2011年）